# Docent
Un docent és una persona que ensenya a d'altres, és a dir, que facilita l'aprenentatge d'altres persones impartint coneixements o ajudant l'alumne a trobar recursos i dominar processos. A Catalunya es distingeix usualment entre tres tipus de docents: els mestres, els professors i els formadors. Els formadors estan encarregats de la formació ocupacional o d'empreses i acostumen a tenir un contacte breu amb els estudiants, d'edat adulta. Els professors estan a l'educació secundària o la universitat o s'encarreguen de cursos específics fora de l'educació formal (professors d'idiomes, d'instruments...). Tenen una llicenciatura o grau específica. Els mestres són els docents d'educació primària (i han estudiat magisteri) o bé de tallers.
El rol del docent ha anat canviant al llarg de la història de l'educació, podem trobar les primeres idees referides a l'ofici docent, és a dir, les primeres conceptualitzacions en el context europeu del començament del segle xvii.
Els autors i pedagogs de referència en aquesta època son Johann Comenius, Heinrich Pestalozzi i Jean Jacques Rousseau. El tret característic d'aquesta època és principalment que la figura del docent és vista com un model a seguir, es confia en la infantesa i es conceptualitza una nova metodologia que ajuda al nen a descobrir el món.
El 1996 Gilles Ferry, arran del nou context educatiu (era digital) i el nou canvi de la manera d'aprendre dels nadius digitals, va intentar sintetitzar les necessitats formatives de la docència actual, com són: 
- Ha de tenir capacitats en la disciplina que s'ensenya.
- Coneixement dels alumnes juntament amb els processos de decisió sobre quan i com ensenyar què.
- Coneixement del propi to i de l'estil d'aprenentatge.

Així doncs observem un canvi de rol, on en una primera instància el docent és el que disposava de tot el coneixement i principalment transmetia a un rol on fa de facilitador dels coneixements.